# Nine (pel·lícula)
Nine és un musical cinematogràfic de 2009 dirigit i produït per Rob Marshall, director també de la pel·lícula Chicago. El seu guió, de Michael Tolkin i Anthony Minghella, està basat en el llibret d'Arthur Kopit per a l'obra musical del mateix nom de 1982 i guanyadora d'un premi Tony. Aquest, a més, està inspirat en l'obra italiana de Mario Fratti que, per la seva banda, també deriva de la pel·lícula autobiogràfica de Federico Fellini 8½.
El seu equip interpretatiu inclou als guanyadors dels Premis Oscar Daniel Day-Lewis, Nicole Kidman, Marion Cotillard, Penélope Cruz i Sofia Loren; a l'actriu Kate Hudson nominada als Oscar i Globus d'Or; i a la cantant Fergie guanyadora d'un Grammy.

## Argument
Havent arribat als 50 anys, el director de cinema Guido Contini (Daniel Day-Lewis) es veu afectat per la crisi de mitjana edat que està perjudicant a la seva creativitat i el fica en més d'un embolic amorós. Al mateix temps que intenta acabar la seva darrera pel·lícula, es veu forçat a valorar les diferents dones que han tingut lloc en la seva vida: la seva dona, Luisa (Marion Cotillard); la seva amant, Carla (Penélope Cruz); la seva musa cinematogràfica, Claudia (Nicole Kidman); la seva confident i dissenyadora de vestuari (Judi Dench); una periodista de moda estatunidenca, Stephanie (Kate Hudson); una prostituta de la seva joventut, Saraghina (Fergie); i la seva mare (Sofia Loren).

## Banda Sonora
Tres noves cançons van ser creades exclusivament per a la pel·lícula pel reconegut compositor de Broadway Maury Yeston:
1. Guarda la Luna, cantada per Sofia Loren (amb melodia basada en la cançó Waltz from Nine de l'obra musical);
2. Cinema Italiano, un número musical interpretat per Kate Hudson amb "un estil retro i elements del pop dels anys 60"; i
3. Take It All, originalment escrit pel trio integrat per Nicole Kidman, Penélope Cruz i Marion Cotillard, però que, després de rodar-se, es va arreglar com un solo de Luisa.

Llista de cançons
1. "Overture Delle Donne" - Repartiment femení
2. "Guido's Song" - Guido
3. "A Call From The Vatican" - Carla
4. "Folies Bergere" - Lili
5. "Be Italian" - Saraghina
6. "My Husband Makes Movies" - Luisa
7. "Cinema Italiano" - Stephanie
8. "Guarda La Luna" - Mamma
9. "Unusual Way" - Claudia
10. "Take It All" - Luisa
11. "I Can't Make This Movie" - Guido
12. "Finale" - Companyia

Bonus Tracks
1. "Quando Quando Quando" - Saraghina
2. "Io Bacio, Tu Baci" - The Noisettes
3. "Cinema Italiano" (Ron Fair Remix) - Stephanie
4. "Unusual Way" - Griffith Frank

## Premis
Oscars
- Nominada per: 
  - Millor Actriu Secundària per Penélope Cruz
  - Millor Direcció Artística per John Myhre i Gordon Sim
  - Millor Vestuari per Colleen Atwood
  - Millor Cançó Original per Maury Yeston

Globus d'or
- Nominada per: 
  - Millor Pel·lícula Musical o Còmica
  - Millor Actriu Musical o Còmica per Marion Cotillard
  - Millor Actor Musical o Còmic per Daniel Day-Lewis
  - Millor Actriu Secundària per Penélope Cruz
  - Millor Cançó per Kate Hudson

Premis BAFTA
- Nominada per:
  - Millor Maquillatge i Perruqueria